# 横山誠
横山 誠（よこやま まこと、1967年8月26日 - ）は、日本の映画・テレビドラマ作品のアクション監督・監督・スタントマン・演出家。有限会社AAC STUNTS代表取締役社長。血液型はAB型。東京都出身。日本俳優連合アクション部会副会長。

## プロフィール
10代からデパートの屋上のアクションショーなどに参加しており、映画『未来忍者 慶雲機忍外伝』の助監督からジャパンアクションクラブを紹介して欲しいと頼まれたさいにチームが作った自主映画を視聴してもらい、監督の雨宮慶太もその作品を視聴したことで、1988年に同作の白怒火役でスタントマンとしてプロデビューした。
1989年に東京写真専門学校を卒業。1991年に明治大学文学部を卒業。1995年春、『パワーレンジャー』の出演のために渡米。半年ほどスタントマンとして同作品に参加していたが、坂本浩一が横山が監督したスタントマン紹介ビデオを視聴したことで監督のオファーが入る。それがきっかけとなり坂本浩一のスケジュールが合わない際に代理として『パワーレンジャー』のセカンドユニット監督を担当。パワーレンジャーシリーズにおいてセカンドユニット監督には合成や日本の特撮監督にあたる仕事もこなす為、合成の知識が豊富な横山は適任だったとされる。
後に正式に監督となり、主にアクション監督、ときおり本編監督として、約8年間のうちに約400話を手掛けた。
2002年には「パワーレンジャー」シリーズの撮影ロケ地がニュージーランドへ変更されたため、そこに移住し、『パワーレンジャー・ニンジャストーム』のセカンドユニット監督を担当した後、2003年に日本へ帰国。有限会社AAC STUNTS代表取締役社長に就任した。

## 出演
- 未来忍者 慶雲機忍外伝（1988年）
- 昭和鉄風伝 日本海（1991年）
- ゼイラム（1991年）
- ゼイラム2（1994年）
- 獣神サンダーライガー 怒りの雷鳴 FIST OF THUNDER（1995年）
- 人造人間ハカイダー（1995年） - 盗掘者
- パワーレンジャーシリーズ
  - パワーレンジャー Mighty Morphin' Power Rangers（1995年 - 1996年） - ホワイトレンジャー、ブラックレンジャー、ブラックニンジャレンジャー、テンガ、Zゴーレム、マスクド・ライダー
  - パワーレンジャー・ジオ Power Rangers Zeo（1996年） - レッドレンジャー
  - パワーレンジャー・ターボ・映画版・誕生!ターボパワー Turbo: A Power Rangers Movie（1997年） - グリーンレンジャー
  - パワーレンジャー・ワイルドフォース - ルナウルフレンジャー（代役）、ジオレッドレンジャー（全員集合時）
- ウィケッド・ゲーム Wicked Game（2000年） - ラスベガスのギャング1、スカイダイビング・スタント
- キューティーハニー（2004年）

## スタッフ

### 映画
- ゼイラム（1991年） - アクションコーディネート
- ゼイラム2（1994年） - アクションコーディネート
- パワーレンジャー・ターボ・映画版・誕生!ターボパワー Turbo: A Power Rangers Movie（1997年） - セカンドユニット監督（ロサンゼルスユニット）
- ウィケッド・ゲーム Wicked Game（2000年） - 監督、原案、スカイダイビングユニット監督、Bカメラオペレーター
- シャドー・フューリー（英語版）（2001年） - 監督
- 仮面ライダー THE FIRST（2005年） - アクション監督
- ワイルド・スピードX3 TOKYO DRIFT（2006年） - アクションコーディネート
- スケバン刑事 コードネーム=麻宮サキ（2006年） - アクション監督
- 仮面ライダー THE NEXT（2007年） - アクション監督
- XX（エクスクロス） 魔境伝説（2007年） - アクション監督
- K-20 怪人二十面相・伝（2008年） - アクション監督
- リアル鬼ごっこ2（2010年） - アクション監督
- 牙狼〈GARO〉シリーズ - アクション監督
  - 牙狼〈GARO〉〜RED REQUIEM〜（2010年）
  - 牙狼〈GARO〉神ノ牙-KAMINOKIBA-（2018年）
  - 牙狼〈GARO〉-月虹ノ旅人-（2019年）
- 東京喰種トーキョーグール（2017年） - アクション監督
- ザ・ファブル　殺さない殺し屋（2021年） - アクション監督

### テレビドラマ
- パワーレンジャーシリーズ
  - パワーレンジャー Mighty Morphin' Power Rangers（1995年 - 1996年） - セカンドユニット監督、スタント・コーディネーター（クレジット無し[8]）
  - パワーレンジャー・ジオPower Rangers Zeo（1996年） - セカンドユニット監督、スタント・コーディネーター（クレジット無し[8]）
  - パワーレンジャー・ターボ Power Rangers Turbo（1997年） - セカンドユニット監督、スタント・コーディネーター（クレジット無し[8]）
  - パワーレンジャー・イン・スペース Power Rangers in Space（1998年） - アクション監督、スタント・コーディネーター、SFX監督
  - パワーレンジャー・ロスト・ギャラクシー Power Rangers Lost Galaxy（1999年） - アクション監督（第1 - 15話）、アクション・コレオグラファー（第16 - 45話）、スタント・コーディネーター
  - パワーレンジャー・ライトスピード・レスキュー Power Rangers Lightspeed Rescue（2000年） - 監督、アクション・コレオグラファー、スタント・コーディネーター
  - パワーレンジャー・タイムフォース Power Rangers Time Force（2001年） - 監督、アクション・コレオグラファー、スタント・コーディネーター
  - パワーレンジャー・ワイルドフォース Power Rangers Wild Force（2002年） - アクション・コレオグラファー、スタント・コーディネーター
  - パワーレンジャー・ニンジャストーム Power Rangers Ninja Storm（2003年） - セカンドユニット監督
- Sh15uya（2005年）、アクション監督
- 牙狼シリーズ
  - 牙狼〈GARO〉（2005年 - 2006年） - 監督、アクション監督
  - 牙狼〈GARO〉スペシャル 白夜の魔獣（2006年） - アクション監督
  - 牙狼〈GARO〉〜MAKAISENKI〜（2011年 - 2012年） - 監督、アクション監督、脚本
  - 牙狼〈GARO〉〜闇を照らす者〜（2013年） - 総監督、監督、アクション監督、脚本
  - 牙狼〈GARO〉-魔戒ノ花-（2014年） - 監督、アクション監督
  - 牙狼〈GARO〉-GOLDSTORM- 翔（2015年） - 監督
- キューティーハニー THE LIVE（2007年 - 2008年） - 総監督、監督
- スカルマン〜闇の序章〜（2007年） - アクション監督
- バブリシャスロード アニキと俺物語(2016) - アクションコーディネート（第1話）[9]

### オリジナルビデオ
- ウルトラマンメビウス外伝 ゴーストリバース（2009年） - 監督
- 呀<KIBA>〜暗黒騎士鎧伝〜（2011年） - アクション監督

### テレビアニメ
- 信長協奏曲（2014年） - アクション監督

### その他
- ジャパンアクションギルド（2021年 - ） - 創設メンバー
- パワーレンジャー・ロスト・ギャラクシー全米ライブショー Power Rangers Lost Galaxy（1999年） - スタント・コーディネーター